# Mercedes-Benz World
Mercedes-Benz World — сооружение на исторической гоночной трассе Бруклендс, расположенное в Вейбридже, графство Суррей, Великобритания. Принадлежит и управляется немецкой автомобилестроительной компанией Mercedes-Benz. Открыт для широкой публики 26 октября 2006 года. Площадь всего комплекса составляет 60 га.

## Описание
Mercedes-Benz World, здание которого представляет собой трёхэтажную стеклянную конструкцию, выступает в роли выставочного комплекса, музея и центра проведения курсов для обучения передовым навыкам вождения. Кроме того, любой желающий может присутствовать при тест-драйвах автомобилей подразделения Mercedes-AMG и участвовать в программе AMG Driving Experience. Участие в AMG Hot Laps доступно только в субботу и воскресенье в течение местных школьных каникул по цене £15 на человека. В комплекс также входят сервисный центр, торговая галерея и кафе. Рядом располагаются Бруклендский музей и Лондонский музей автобусов.
Mercedes-Benz World открыт для посетителей с 10 утра до 6 вечера, 7 дней в неделю. Вход в комплекс — бесплатный. В здании представлено более чем 100 автомобилей, в том числе легендарный 300SL «Gullwing» и спорт-кар Mercedes-Benz SLR McLaren.
Компания предлагает уроки вождения для всех желающих, включая детей от 3-х лет. Обучение проходит на трассе Бруклендс. Дети тренируются в специально разработанном закрытом помещении, управляя миниатюрной версией Mercedes-Benz SL Roadster.
Транспортный оператор Arriva Guildford & West Surrey предоставляет автобус, связывающий комплекс с вокзалами Вейбриджа и Уокинга (маршрут №436).